# Kelela
Kelela, pseudonimo di Kelela Mizanekristos (in aramaico ከለላ ሚዛነክርስቶስ‎, käläla mizanäkərəsətosə; Washington, 6 giugno 1983), è una cantautrice statunitense.

## Biografia
All'inizio della sua carriera, Kelela si esibiva con classici jazz in caffetterie, prima di prendere parte brevemente al gruppo musicale Dizzy Spells. Nel 2012 ha iniziato a dedicarsi completamente alla sua carriera musicale, pubblicando il suo primo mixtape Cut 4 Me nell'anno seguente. Nel 2015 è stata la volta dell'EP Hallucinogen, promosso dal singolo Rewind, che ha raggiunto la 33ª posizione nella classifica belga. Nel 2016 ha collaborato in tracce di dischi di diversi artisti, quali Clams Casino, Danny Brown, Solange e Gorillaz. Nel 2017 è uscito il suo primo album in studio, intitolato  Take Me Apart, arrivato alla 104ª posizione in Belgio, all'80ª in Svizzera, alla 51ª nel Regno Unito e alla 128ª negli Stati Uniti. Ha ricevuto l'acclamazione universale da parte della critica specializzata, apparendo in molte liste dei migliori album dell'anno stilate da pubblicazioni e riviste del settore. Esattamente un anno dopo la sua uscita, ne è stata pubblicata una versione remixata sotto forma di EP, intitolata Take Me a_Part, the Remixes.
Dopo un allontanamento dalle scene musicali di oltre quattro anni, nel settembre 2022 torna con il singolo Washed Away che insieme ai successori Happy Ending, On the Run, Contact e Enough for Love ha anticipato l'uscita del secondo album di inediti Raven, avvenuta il 10 febbraio 2023. Così come i precedenti progetti di Kelela, anche Raven è stato elogiato dalla critica specializzata.

## Discografia

### Album in studio
- 2013 - Cut 4 Me
- 2017 – Take Me Apart
- 2023 – Raven
- 2025 - In The Blue Light

### Album di remix
- 2015 – Hallucinogen Remixes
- 2018 – Take Me a_Part, the Remixes

### Mixtape
- 2013 – Cut 4 Me

### EP
- 2015 – Hallucinogen

### Singoli
- 2014 – OICU (con P. Morris e Le1f)
- 2015 – A Message
- 2015 – Rewind
- 2017 – LMK
- 2017 – Frontline
- 2017 – Waitin
- 2017 – Blue Light
- 2022 – Washed Away
- 2022 – Happy Ending
- 2022 – On the Run
- 2023 – Contact
- 2023 – Enough For Love